# 卡莱斯·佩雷斯
卡莱斯·佩雷斯·萨约尔（1998年2月16日—）是西班牙职业足球运动员，現時被西甲球队切爾達外借至希臘足球超級聯賽球隊阿里斯，场上司职右翼鋒。

## 俱乐部生涯
出生于西班牙加泰罗尼亚自治区巴塞罗那省格拉诺列尔斯的佩雷斯从五岁开始就在离家不远的巴列斯新鎮踢球，后来又在CF达姆度过了三年，并在十岁那年加入了西班牙人。在童年时光的末尾，他被巴塞罗那发掘，进入了拉玛西亚青训营。在拉玛西亚，佩雷斯进步得很快。他在各个年龄段的比赛中都有着出色的表现，并很快进入了青年队。
2015年的夏天，佩雷斯进入了巴塞罗那征战在马德里举办的U17世俱杯的大名单。在首秀中，他完成了帽子戏法，帮助球队3–1战胜了墨西哥球队桑托斯拉古纳。进入四分之一决赛后，他再次用一粒第4分钟的进球帮助球队3–1战胜了来自日本的柏太阳神。最终，他以银靴的成绩结束了这项赛事。
2015年10月3日，佩雷斯在巴塞罗那B队对阵莱万特竞技（莱万特B队）的西乙B联赛中替补出场，完成了他的职业联赛首秀。2017年7月，佩雷斯正式升入当时位于西乙联赛的巴塞罗那B队。
2019年5月19日，佩雷斯在2–2战平埃瓦尔足球俱乐部的西甲联赛中迎来了他在一线队正式比赛中的首秀。并在8月25日5–2大胜皇家贝蒂斯的联赛中攻入顶级联赛首球。

## 外部連結
- Soccerway資料庫：卡莱斯·佩雷斯